# NGC 1403
NGC 1403 est une galaxie lenticulaire située dans la constellation de l'Éridan. NGC 1403 a été découverte par l'astronome américain Francis Leavenworth en 1886.

## Caractéristiques
Sa vitesse par rapport au fond diffus cosmologique est de 1 760 ± 11 km/s, ce qui correspond à une distance de Hubble de 26,0 ± 1,8 Mpc (∼84,8 millions d'al).
À ce jour, quatre mesures non basées sur le décalage vers le rouge (redshift) donnent une distance de 57,900 ± 15,745 Mpc (∼189 millions d'al), ce qui est à l'intérieur des valeurs de la distance de Hubble. Notons cependant que c'est avec la valeur moyenne des mesures indépendantes, lorsqu'elles existent, que la base de données NASA/IPAC calcule le diamètre d'une galaxie et qu'en conséquence le diamètre de NGC 1403 pourrait être d'environ 47,3 kpc (∼154 000 al) si on utilisait la distance de Hubble pour le calculer.

## Amas de l'Éridan
NGC 1403 est une galaxie de l'amas de l'Éridan.